# Brachyphaea berlandi
Brachyphaea berlandi is een spinnensoort uit de familie van de loopspinnen (Corinnidae).
De wetenschappelijke naam van de soort werd in 1915 gepubliceerd door Roger de Lessert.